# Колина (Мачерата)
Колина (итал. Collina) насеље је у Италији у округу Мачерата, региону Марке.
Према процени из 2011. у насељу је живело 38 становника. Насеље се налази на надморској висини од 441 м.